# John Baskerville

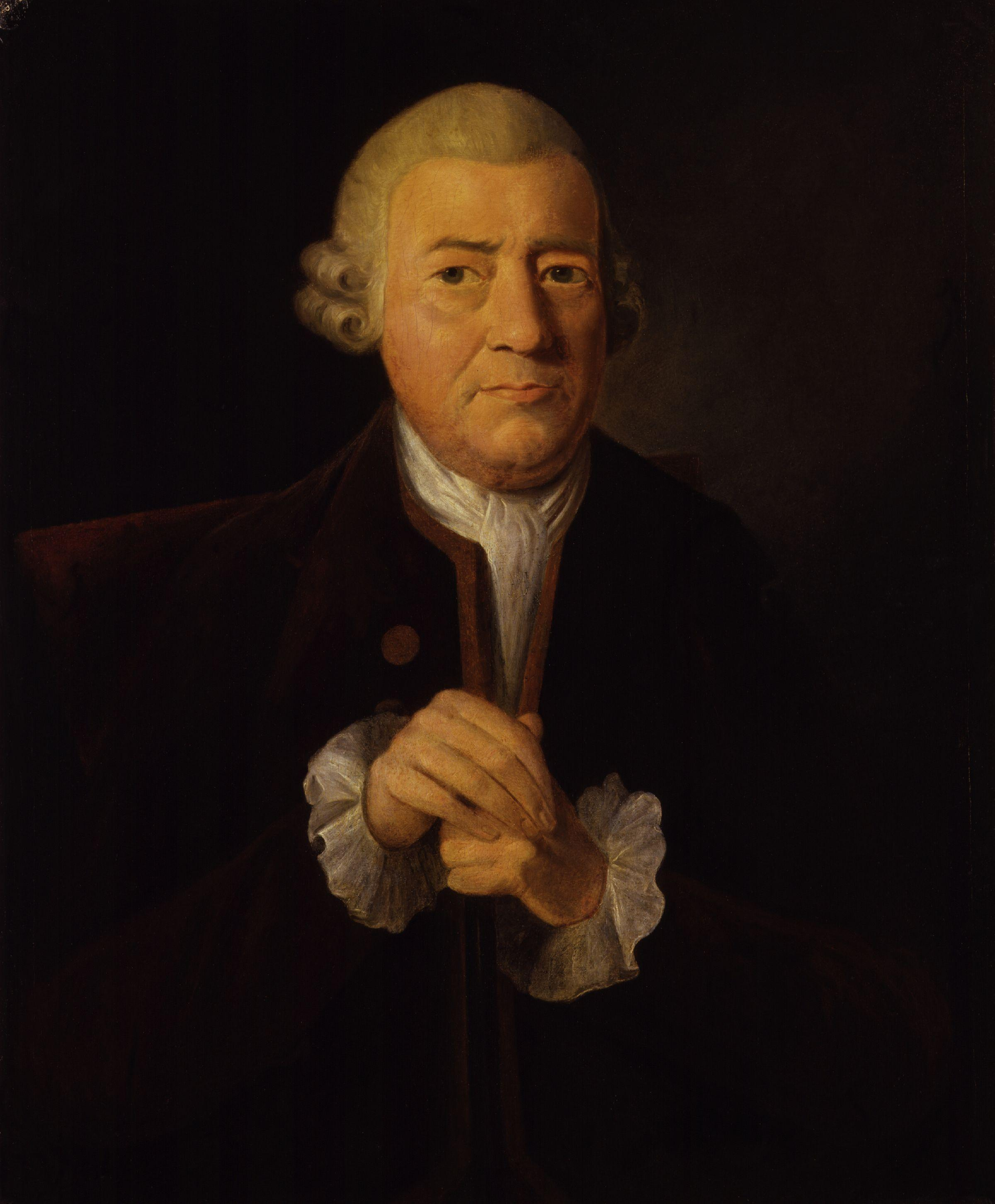
Baskerville, obraz autorstwa Jamesa Millara.

John Baskerville (ur. 28 stycznia 1706, zm. 8 stycznia 1775) – angielski drukarz, grawer i odlewnik czcionek. Odnowiciel sztuki drukarskiej w XVIII wieku. Autor kroju antykwy barokowej baskerville, a także kursywy. Jako pierwszy wykorzystywał papier welinowy do wydań klasyków oraz szybkoschnące farby drukarskie.
W latach 1750–1752 prowadził własną drukarnię i odlewnię czcionek w Birmingham. W 1757 roku wydał Bucoliki, Georgiki i Eneidę Wergiliusza. Od 1758 roku pełnił funkcję drukarza uniwersytetu w Cambridge, gdzie wydawał wówczas Biblię i modlitewniki, m.in. edycję Biblii z 1763 roku, którą uważa się za jego największe osiągnięcie. Wydawał wtedy również dzieła klasyków. 
Jego cześć upamiętnia kamienna rzeźba przedstawiająca czcionkę baskerville, która znajduje się przed Baskerville House Centenary Square w Birmingham. Autorem pomnika jest miejscowy artysta David Patten. 